# 费尔姆
费尔姆是德国石勒苏益格－荷尔斯泰因州的一个市镇。总面积15.33平方公里，总人口1072人，其中男性523人，女性549人（2011年12月31日），人口密度70人/平方公里。